# Municipio de Apaseo el Alto
El municipio de Apaseo el Alto es uno de los 46 municipios en que se encuentra dividido para su régimen interior el estado mexicano de Guanajuato. Situado en el sureste del territorio del municipio, su cabecera es la ciudad de Apaseo el Alto.

## Geografía
El municipio de Apaseo el Alto se encuentra localizado en el sureste del territorio guanajuatense. Tiene una extensión territorial de 374.946 kilómetros cuadrados que representan el 1.22% del territorio estatal y sus coordenadas geográficas extremas son 20°18′ - 20 34' de latitud norte y 100°28′ - 100°42′ de longitud oeste; su altitud fluctúa entre una máxima de 2600 y una mínima de 1800 metros sobre el nivel del mar.
El territorio municipal limita al norte con el municipio de Apaseo el Grande, al oeste con el municipio de Celaya y el municipio de Tarimoro y al sur con el municipio de Jerécuaro; al este limita con el estado de Querétaro, en particular con el municipio de Corregidora.

### Orografía e hidrografía
Un total de 347 km² se dedican a la agricultura y 31.5 km² a áreas de pastizales, mientras que 28.5 km² a bosques.
A causa de la sedimentación de los lagos y los aluviones de los ríos, la mayor parte del suelo de estos valles, se presenta en láminas delgadas y finas de un material llamado Creno, Barro o Légamo, el cual requiere de poca agua para ser modelado, razón por la cual ese material fue y sigue siendo utilizado para los trabajos artesanales de alfarería por los habitantes de la zona.

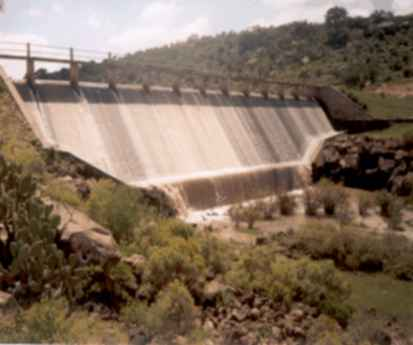
Presa de Gamboa.

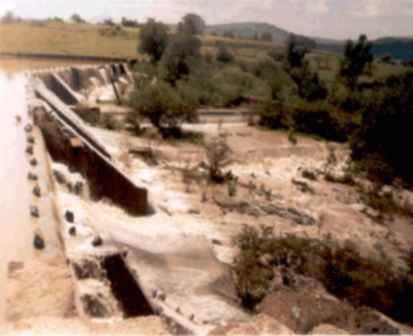
Presa Cabero.

Apaseo el Alto se ubica en la cuenca del Río Lerma. Todos los pequeños ríos y arroyos pertenecen a la vertiente del Océano Pacífico. Los principales afluentes del Municipio son: el arroyo Apaseo el Alto, que nace en la Cañada de Mandujano y va aumentando su caudal con el agua emanada de los muchos manantiales que nacen en la ribera de su cauce.
En el municipio se localizan los arroyos de Capula, El Sabino, Pájaro Azul y Santa Isabel; las presas el Cedazo, Mandujano, Paredones, La China y Gamboa, y los manantiales El Sabinito, Agua Tibia, Los Baños, El Ojo de Agua, y El Tajo.
Existen algunas corrientes de aguas calientes subterráneas cuyas temperaturas alcanzan hasta 96' C., como en el caso de San Bartolomé Aguascalientes y Marroquín dentro del municipio.
Predomina la topografía semiplana, aunque el municipio está enclavado en la sierra de los Agustinos. Los cerros más importantes son el Pelón, las Minillas, La Cruz, Las Mulas y el Maguey, destacando por su elevación el cerro de la Cruz con 2540 metros sobre el nivel del mar.

### Clima y ecosistemas
El clima predominante es de tipo seco o estepario, con temperatura tipo Ganges; los meses más calurosos son marzo, abril y mayo, con temperatura máxima de 36 °C, mientras que los más fríos son diciembre, enero y febrero, con temperatura mínima de 4 °C. La temperatura media anual es de 18.9 °C.
El periodo de lluvias se presenta entre los meses de junio y septiembre. La precipitación pluvial llega a 732.5 mm anual en promedio, aunque en los últimos años han existido problemas por falta de lluvias, llegando a bajar el volumen a 300 mm. Los vientos dominantes tienen dirección noreste a sureste.
La vegetación se constituye básicamente de mezquites, huizaches, nopales y órganos; los pinos y encinos caracterizan los montes más elevados, mientras que los sabinos o ahuehuetes abundan en las riberas de los ríos como el Lerma, Apaseo o el Arroyo del Sabino.
Las especies forrajeras existentes son pata de gallo, zacatón amor, flechilla, tempranero, tres barbas, navajita filiforme y glandular, banderitas, colorado, búfalo, falsa grama, popotillo, cola de zorra, lanudo y lobero. También son comunes los huisaches, nopales y cacahuates.

## Demografía
De acuerdo a los resultados del Censo de Población y Vivienda realizado en 2010 por el Instituto Nacional de Estadística y Geografía; la población total del municipio de Apaseo el Alto es de 64 433 habitantes.
La densidad de población asciende a un total de 171.85 personas por kilómetro cuadrado.

### Localidades
En el censo de 2020 el municipio de Apaseo el Alto contaba con 127 localidades.
| Código INEGI      | Localidad                     | Población (2020) |
| ----------------- | ----------------------------- | ---------------- |
| 110040001         | Apaseo el Alto                | 28 260           |
| 110040065         | San Bartolomé Aguas Calientes | 4 076            |
| 110040071         | San Juan del Llanito          | 3 170            |
| 110040062         | San Antonio Calichar          | 1 972            |
| 110040019         | La Cuevita                    | 1 438            |
| 110040024         | El Espejo                     | 1 271            |
| 110040067         | San Isidro de Gamboa          | 1 194            |
| 110040045         | Ojo de Agua de la Trinidad    | 1 102            |
| 110040074         | San Vicente                   | 1 051            |
| 110040061         | El Salto de Espejo            | 1 028            |
| Otras localidades | Otras localidades             | 18 830           |
| Total municipal   | Total municipal               | 63 392           |

## Política

### Representación legislativa
Para la elección de diputados locales al Congreso de Guanajuato y de diputados federales a la Cámara de Diputados federal, el municipio de Salamanca se encuentra integrado en los siguientes distritos electorales:
Local:a
- Distrito electoral local de 22 de Guanajuato con cabecera en Acámbaro.[6]

Federal:
- Distrito electoral federal 14 de Guanajuato con cabecera en Acámbaro.[7]

### Presidentes municipales
| Presidente municipal            | Período   | Partido Político                             |
| ------------------------------- | --------- | -------------------------------------------- |
| Pedro Mendoza Esteves           | 1948-1949 | Partido Revolucionario Institucional (PRI)   |
| Joaquín López Toledo            | 1950-1951 | Partido Revolucionario Institucional (PRI)   |
| Vicente Mendoza Esteves         | 1952-1954 | Partido Revolucionario Institucional (PRI)   |
| Antonio Mandujano Escutia       | 1955-1957 | Partido Revolucionario Institucional (PRI)   |
| Pedro Mendoza Alva              | 1958-1960 | Partido Revolucionario Institucional (PRI)   |
| Antonio López Toledo            | 1961-1963 | Partido Revolucionario Institucional (PRI)   |
| José Guadalupe Paredes González | 1964-1966 | Partido Revolucionario Institucional (PRI)   |
| Vicente Cervantes Herrera       | 1967-1969 | Partido Revolucionario Institucional (PRI)   |
| José Trinidad Mendoza Alva      | 1970-1972 | Partido Revolucionario Institucional (PRI)   |
| Fabián Vieyra Ríos              | 1973      | Partido Revolucionario Institucional (PRI)   |
| Francisco Camacho Aranda        | 1974-1976 | Partido Revolucionario Institucional (PRI)   |
| Joel Guerrero Vega              | 1977-1979 | Partido Revolucionario Institucional (PRI)   |
| Leonardo Perrusquía González    | 1980-1982 | Partido Revolucionario Institucional (PRI)   |
| Vicente Mendoza Martínez        | 1983-1985 | Partido Revolucionario Institucional (PRI)   |
| Juan Jiménez Núñez              | 1986-1988 | Partido Revolucionario Institucional (PRI)   |
| Enrique Rico Arzate             | 1989-1991 | Partido de la Revolución Democrática (PRD)   |
| Severo Rojas                    | 1992-1994 | Partido Revolucionario Institucional (PRI)   |
| Jaime Hernández Centeno         | 1995-1997 | Partido Acción Nacional (PAN)                |
| Joel Jiménez Sánchez            | 1998-2000 | Partido Revolucionario Institucional (PRI)   |
| Martín Malagón Ríos             | 2000-2003 | Partido Acción Nacional (PAN)                |
| Javier Girón Arzate             | 2003-2006 | Partido Acción Nacional (PAN)                |
| Martín López Camacho            | 2006-2009 | Partido Acción Nacional (PAN)                |
| David Sánchez Malagón           | 2009-2012 | Partido Revolucionario Institucional (PRI)   |
| Jaime Hernández Centeno         | 2012-2015 | Partido Movimiento Ciudadano (MC)            |
| Miguel Ángel Sánchez Escutia    | 2015-2018 | Partido Acción Nacional (PAN)                |
| María del Carmen Ortiz Terrazas | 2018-2021 | Movimiento de Regeneración Nacional (MORENA) |
| Monserrat Mendoza Cano          | 2021-2024 | Partido Acción Nacional (PAN)                |

| Puesto Político                | Nombre                           | Partido Político                             |
| ------------------------------ | -------------------------------- | -------------------------------------------- |
| Presidente municipal           | Monserrat Mendoza Cano           | Partido Acción Nacional (PAN)                |
| Síndico                        | José Luis Cancino Bacilio        | Partido Acción Nacional (PAN)                |
| Regidor                        | María de la Cruz Paredes Mendoza | Partido Acción Nacional (PAN)                |
| Regidor                        | Ana Cecilia León Gómez           | Movimiento de Regeneración Nacional (MORENA) |
| Regidor                        | Hilda Martha Callejas Uribe      | Partido Verde Ecologísta de México (PVEM)    |
| Regidor                        | Porfirio Mendoza de Jesús        | Partido Acción Nacional (PAN)                |
| Regidor                        | Mireya López Perrusquía          | Partido Acción Nacional (PAN)                |
| Regidor                        | Melissa Yolanda Ferrusca Luna    | Movimiento Ciudadano (MC)                    |
| Regidor                        | Gildardo García Gómez            | Movimiento Ciudadano (MC)                    |
| Regidor                        | Miguel Herrera Ruelas            | Partido Verde Ecologísta de México (PVEM)    |
| Secretario del H. Ayuntamiento | Ignacio Alejandro Roaro Aguilar  | Partido Acción Nacional (PAN)                |